# Eddie Berganza
Pour les articles homonymes, voir Berganza.
Eddie Berganza (né vers 1965) est un écrivain et éditeur de comics américain. Il a travaillé pour l'éditeur DC Comics jusqu'en 2017.

## Biographie
Eddie Berganza est né au Guatemala et s'installe aux États-Unis à l'âge de sept ans. Il est diplômé du Brooklyn College avec un Bachelor of Arts en Études cinématographiques et vidéo.

### Carrière
Eddie Berganza commence à travailler pour DC en 1992. En tant qu'éditeur, il est responsable de la coordination des histoires publiées dans les différentes séries dédiées à Superman : Action Comics, Adventures of Superman, Superman et Superman: The Man of Steel. Il est aussi chargé de « relancer le personnage et de rendre ses histoires plus attractives », ce qu'il réussira en faisant des quatre séries un succès critique et public à la fin des années 1990 et dans les années 2000,.
Il lui arrive aussi d'écrire des scénarios pour les titres DC tels que Supergirl, Titans et Wednesday Comics, et coordonne plusieurs événements impactant de nombreux comics comme Blackest Night et la longue série publiée sur une année Brightest Day avec Rex Ogle et Adam Schlagman. Son travail est reconnu par des nominations au prix de l’Éditeur Préféré du Comics Buyer's Guide Fan en 1998, 1999 et 2000.
Le 1er décembre 2010, Berganza est promu au poste de rédacteur en chef de DC Comics par Bob Harras à la suite de la restructuration majeure qui a touché DC Comics durant l'année.
Le 10 avril 2012, Berganza a été rétrogradé à simple « éditeur de groupe » (Group Editor (en)) de DC Comics après une prétendue « série d'indiscrétions ». Le 20 avril 2016, le nom de Berganza est associé aux rapports d'une employée de DC qui l'a accusé de multiples incidents de harcèlement sexuel. DC Comics suspend Berganza le 11 novembre 2017,. Le jour suivant, BuzzFeed relate que plusieurs femmes l'accusent de harcèlement sexuel,. Le 13 novembre 2017, DC met fin au contrat d'Eddie Berganza.
En 2020, après une période au Mexique à construire des maisons pour des sans-abris et à travailler comme professeur, Berganza annonce la création d'Alternate Empire, une entreprise d'édition avec Eric M. Esquivel, dont la série Border Town a été annulé par DC en 2018 à la suite d'accusations de harcèlement sexuel,.